# Monte Cristi (stad)
Monte Cristi is een stad en gemeente (25.800 inwoners) in het noordwesten van de Dominicaanse Republiek. Het is de hoofdstad van de gelijknamige provincie. Deze plaats werd rond het begin van de 16e eeuw gesticht en verdween rond 1605 ten gevolge van de Spaanse migratiepolitiek. Vanaf 1697 kwamen immigranten van de Canarische Eilanden er wonen. Het was een van de enkele vrijhavens in het Caribisch gebied. In 1842 verwoestte een aardbeving de gehele stad. Veel van de huidige huizen dateren van net na die aardbeving.
Even ten westen van Monte Cristi vormt de rivier Yaque del Norte een delta in de Manzanillobaai. In Monte Cristi bevindt zich het gelijknamige beschermd natuurgebied van 246 km², IUCN-categorie II, nationaal park.

## Bestuurlijke indeling
De gemeente bestaat uit één gemeentedistrict (distrito municipal):
Monte Cristi.
- Library of Congress Control Number: n91016317
- National Archives and Records Administration: 10044710
- Nationale Bibliotheek van Israël: 987007567678505171
- Virtual International Authority File: 124469666

Azua · Bajos de Haina · Baní · Barahona · Boca Chica · Bonao · Comendador · Cotuí · Dajabón · El Seibo · Hato Mayor · Higüey · Jimaní · La Romana · La Vega · Los Alcarrizos · Mao · Moca · Monte Cristi · Monte Plata · Nagua · Neiba · Pedernales · Puerto Plata · Sabaneta · Salcedo · Samaná · San Cristóbal · San Francisco de Macorís · San José de Ocoa · San Juan · San Pedro de Macorís · Santiago · Santo Domingo de Guzmán · Santo Domingo Este · Santo Domingo Norte · Santo Domingo Oeste